# جون أوسبورن (سياسي)
جون أوسبورن (بالإنجليزية: John Osborne)‏ هو سياسي بريطاني، ولد في 27 مايو 1936 في برادس في المملكة المتحدة، وتوفي في 2 يناير 2011 في بوسطن في الولايات المتحدة. حزبياً، نشط في New People's Liberation Movement ‏.